# CPLX1
CPLX1 (англ. Complexin 1) – білок, який кодується однойменним геном, розташованим у людей на короткому плечі 4-ї хромосоми.  Довжина поліпептидного ланцюга білка становить 134 амінокислот, а молекулярна маса — 15 030.
| 10         |  | 20         |  | 30         |  | 40         |  | 50         |
| ---------- |  | ---------- |  | ---------- |  | ---------- |  | ---------- |
| MEFVMKQALG |  | GATKDMGKML |  | GGDEEKDPDA |  | AKKEEERQEA |  | LRQAEEERKA |
| KYAKMEAERE |  | AVRQGIRDKY |  | GIKKKEEREA |  | EAQAAMEANS |  | EGSLTRPKKA |
| IPPGCGDEVE |  | EEDESILDTV |  | IKYLPGPLQD |  | MLKK       |  |            |

A: Аланін

C: Цистеїн

D: Аспарагінова кислота

E: Глутамінова кислота

F: Фенілаланін

G: Гліцин

I: Ізолейцин

K: Лізин

L: Лейцин

M: Метіонін

N: Аспарагін

P: Пролін

Q: Глутамін

R: Аргінін

S: Серин

T: Треонін

V: Валін

Задіяний у таких біологічних процесах як транспорт, екзоцитоз. 
Локалізований у цитоплазмі.